# Nedzinskas
Nedzinskas ist ein litauischer männlicher Familienname.

## Verbreitung
Der Familienname ist in Dzūkija verbreitet. Viele Namensträger gibt es in und um Alytus, Alovė, Daugai, Simnas und Miroslavas (Rajongemeinde Alytus); Gemeinde Druskininkai; Igliškėliai, Kalvarija (Gemeinde Marijampolė); Krosna, Serijai Šventežeris (Rajongemeinde Lazdijai); Merkinė (Rajongemeinde Varėna); Onuškis (Rajongemeinde Trakai).

## Weibliche Formen
- Nedzinskaitė (ledig)
- Nedzinskienė (verheiratet)

## Namensträger
- Antanas Nedzinskas (* 1981),  Radio-Moderator, Politiker, Mitglied des Seimas
- Darius Nedzinskas (* 1973),  Manager u. a. von Euroapotheca